# Orial (Lyon)
Orial is een historisch merk van motorfietsen.
Ets. Orial, Lyon (1919-1926).
Frans bedrijf dat motorfietsen bouwde die meestal werden aangedreven door 346- of 496 cc MAG-motoren, zowel eencilinders als V-twins en zowel kop/zijkleppers als kopkleppers.
- Ook de motorfietsen van Triumph in Neurenberg (TWN) heetten aanvankelijk Orial.